# Vriesea plurifolia
Vriesea plurifolia är en gräsväxtart som beskrevs av Elton Martinez Carvalho Leme. Vriesea plurifolia ingår i släktet Vriesea och familjen Bromeliaceae. Inga underarter finns listade i Catalogue of Life.